# Brygghus

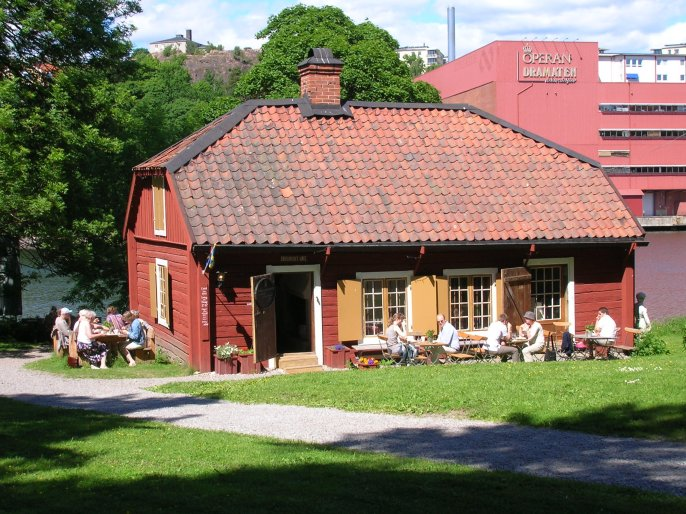
Brygghuset Svindersvik i Nacka.

Ett brygghus är en byggnad som var vanligt förekommande i Sverige fram till och med 1940–1950. Brygghuset nyttjades för allehanda funktioner som krävde uppvärmning och där vätskor kunde tillåtas spridas på golvet. 
I brygghuset kokades tvättvatten och bryggdes öl, det användes ofta även vid bak. Även vid slakt kunde brygghuset komma till användning. Brygghus var oftast försedda med spismur, inmurade kar och skorsten. Brygghusen kunde vara placerade vid gården, nära ett vattendrag eller insjö eller vid en tvättbrygga. Brygghus som låg i ett gårdskomplex var ofta en fristående byggnad, men brygghuset kunde också vara en del av en ekonomibyggnad eller ett uthus. 
Under 1900-talet användes brygghusen främst som tvättstugor.
Den Stora branden 1625 i Gamla stan i Stockholm startade i ett brygghus på Kåkbrinken.